# 안전측선

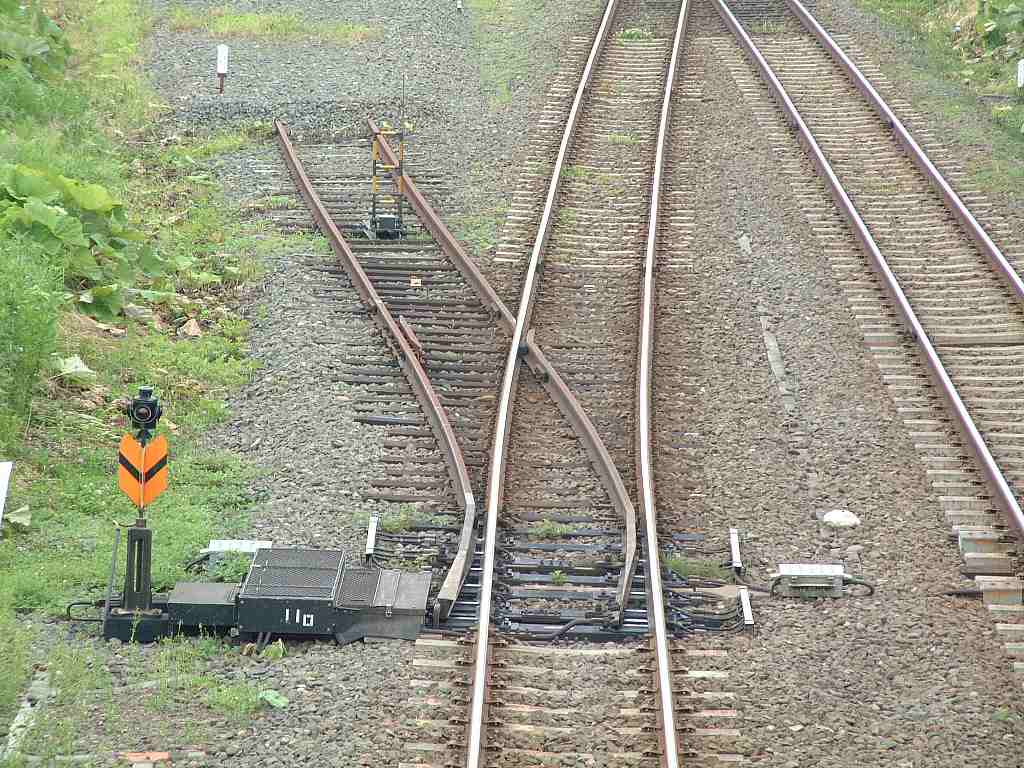
일본 네무로 본선 조쿠베쓰역의 안전측선

안전측선, 피난선, 탈선기

안전측선(安全側線)은 철도에서 충돌 위험 등이 있을 때 차량을 탈선시키는 방향으로 나 있는 측선을 가리키며, 단선 구간의 교행이 가능한 역에 거의 필수적으로 설치된다.

## 피난선

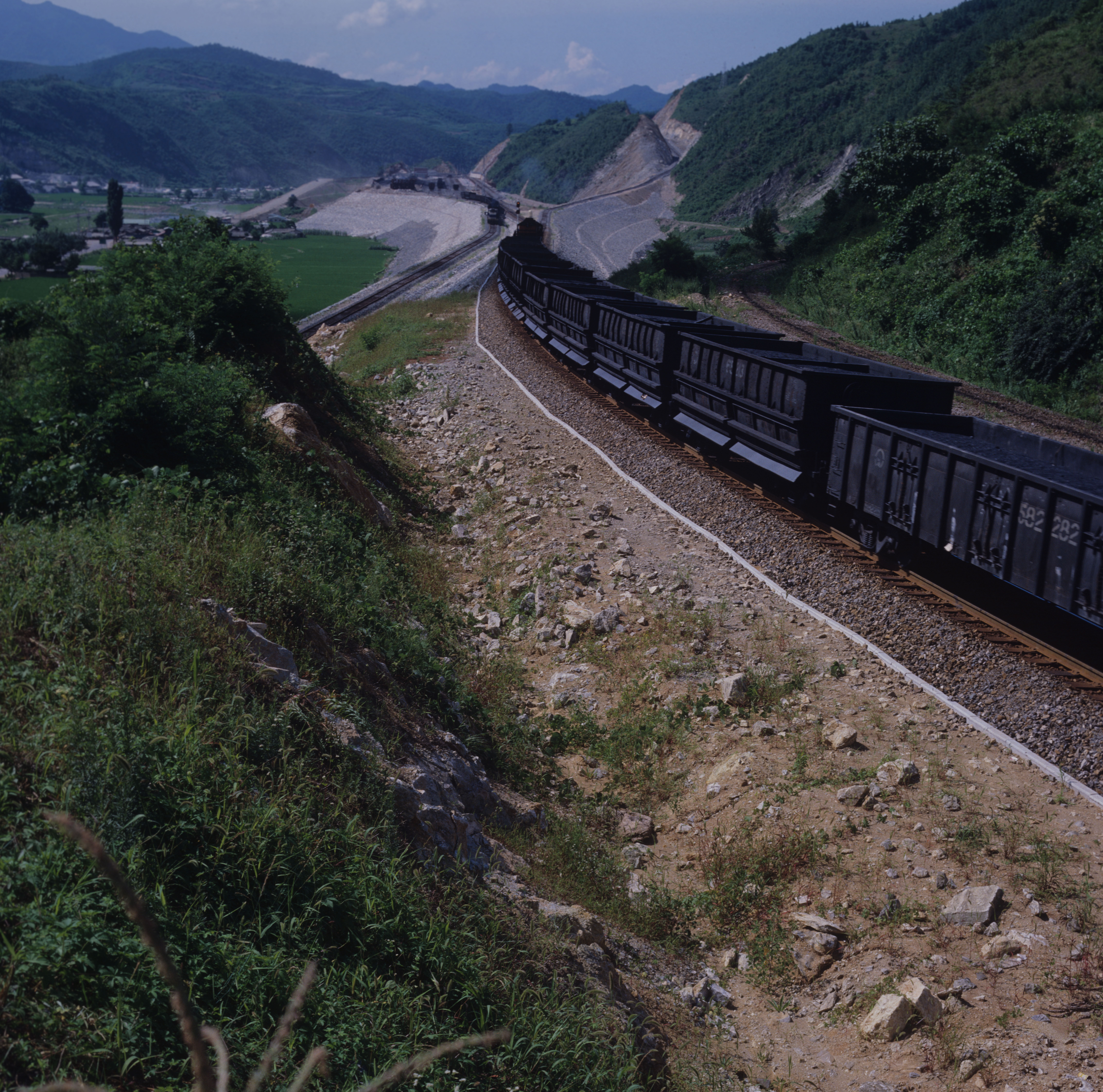
대한민국 중앙선 단성역의 피난선(1985년)

피난선(避難線)은 기능상 형태상 안전측선의 일종이나, 역 진출 방향에 위치하는 보통의 안전측선과는 달리, 역 구내 진입 직전에 분기하는 경우가 많다. 이는 피난선이 제동장치의 고장, 기관사의 운전취급 미숙 등으로 운전속도를 조절하지 못하여 지나치게 빠른 속도로 달리는 열차 또는 오르막 운행 중 분리되어 굴러 내려오는 차량(객화차 따위) 등으로부터 역 구내를 방어하면서 그러한 열차나 차량을 정차시키기 위한 선로이기 때문이다. 따라서 피난선은 긴 내리막 직후의 역에 만들어지는 경우가 일반적이며, 수백m의 급한 오르막으로 만들어져 내려온 열차 또는 차량의 속도를 자연적으로 늦춰 정차시키게 된다. 도로상의 긴급제동도로와 그 역할과 모양이 비슷하다. 최근의 철도는 동력차의 성능이 비약적으로 상승하여 피난선을 설치하지 않거나 철거하는 추세다.

### 피난선 설치지역

#### 대한민국
- 경부선 삼성역: 설치. 사용중지 상태
- 경전선 산인역: 철거 (연도 불명)
- 경전선 횡천역: 2010년 철거
- 영동선 도계역: 철거 (연도 불명)
- 영동선 동점역: 설치
- 영동선 심포리역: 설치. 솔안터널 개통으로 역 폐지
- 전라선 남관역: 설치. 죽림온천역으로 이설되며 철거
- 중앙선 단성역: 2015년 철거
- 태백선 예미역: 철거 (연도 불명)

#### 일본
현재는 모두 철거되어 존재하지 않는다.
- 아카이와역 (오우 본선)
- 야마기타 역 (고텐바 선)

## 탈선기

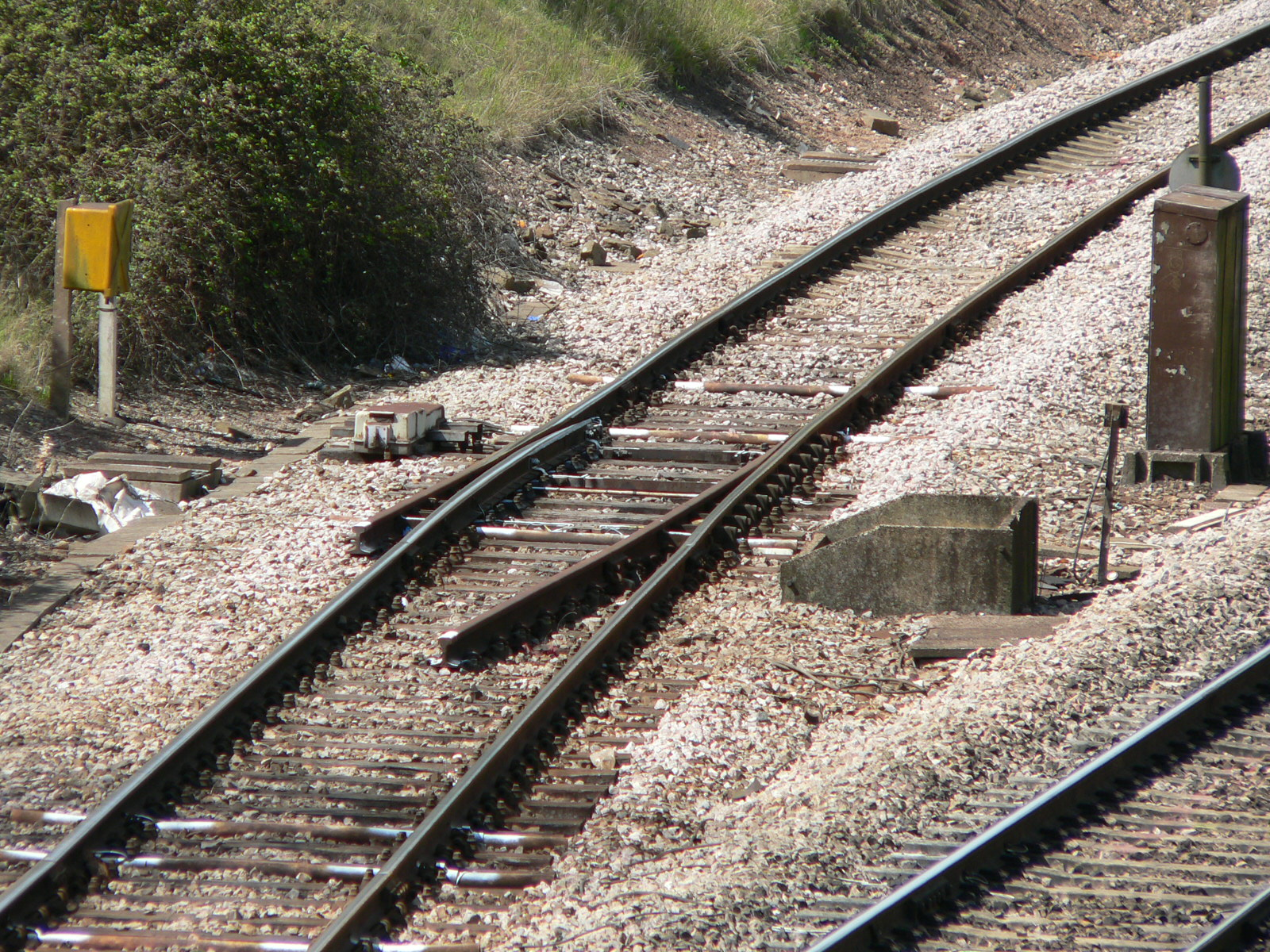
영국 남 웨일즈 본선(en) 브리스톨 파크웨이 역(en) 근처에 있는 스토크 지포드(Stoke Gifford) 조차장의 탈선기

별도의 선로 없이 선로전환기만이 설치되어 차량이 바로 탈선되도록 되어 있는 곳도 있는데, 이런 경우 그 선로전환기를 탈선기(脫線機)라 불러 특히 구별한다. 안전측선을 설치할만한 공간 여유가 없거나, 사용 빈도가 매우 낮은 곳 등에 안전측선을 대신하여 설치되는 경우가 주이다.

## 같이 보기
- 차막이